# Dværgekongen Laurin
Dværgekongen Laurin er en folkebog fra middelalderen.